# Ламакины
Ламакины – предприниматели Тульской губернии, купцы, домовладельцы и мукомолы.

## История
Есть предположение, что род Ломакиных берет свое начало от шведа Ламке, которого взяли в плен под Полтавой. Упоминания про Ламакиных есть в мемуарах Т.Болотова и в разных документах.
Андрей Васильевич Ламакин родился в Богородицке в 1837 году. Его отец торговал солью, которую привозил с Азовского моря и рогатым скотом. У него был трактир и лавка, в которой можно было купить скобяной товар. А у деда Андрея Васильевича Ламакина была собственная пивоварня. Сохранились упоминания про Ломакинский трактир и Ломакинскую гостиницу, а также площадь и улицу.
Василий Андреевич Ламакин родился в Богородицке в 1861 году. Вначале он получал образование на дому, затем окончил Богородицкое уездное училище по специальности «бухгалтерия и мельничное дело». Затем уехал в Вену, где 2 года учился мукомольному делу. В поездке выучил немецкий язык и свободно говорил на нём. Его женой была Александра Михайловна Стрельникова. Ее родственники были самоварщиками и оружейниками, в Туле у них была своя мастерская. В семье было пятеро детей: Людмила, Анна, Николай, Василий и Милица. Он и его брат Илья занимались делами булочной и паровой мельницы.
Андрей Васильевич Ламакин в 1870 году был владельцем каменного дома, деревянной лавки и каменной лавки. В 1901 году он уже был владельцем шести зданий, которые оценивали в 400 рублей, 500 рублей, 600 рублей, 1800 рублей, 2700 рублей и 5000 рублей.
У Ламакина был свой магазин, расположенный на перекрестке Екатерининской и Большой Воронежской улиц. Это здание сохранилось до наших времен. Там можно было купить муку, керосин, мыло, рыбу, мясо, свечи, соль. В магазине можно было купить мед и пиво.
По состоянию на 1870 год, солодовенный и пивомедоваренный завод, также как и прилегающая территория, располагались на трех усадебных участках на улице Дворянской. Уже через 15 лет оборот завода составлял 6 тысяч рублей. Ламакин в 1877 году становится владельцем мукомольной мельницы. В 1895 году в этой мельнице появляется электричество. В 1902 на мельнице работало 60 лошадиных сил, на ней работало 32 человека.
Андрей Ламакин был женат на Анне Патрикеевне. У них было шестеро детей: Варвара, Василий, Людмила, Илья, Александр и Ольга. Жена помогала Андрею Ламакину вести его дела.
Андрей Ламакин активно вел общественные дела. Занимал пост директора городского общественного банка, был гласным уездного земского собрания, гласным городской думы Богородицка. На протяжении двух лет он был городским главой, при нем в городе стали проводить работы по прокладке железной дороги.
В феврале 1908 года В. А. Ламакин и его братья И. А. Ламакин и А. А. Ламакин построили кожевенный завод напротив Вязовского карьера. В том же году они учредили Торговый дом «Паровой кожевенный завод братьев Ламакиных и К˚». Их товарищество располагало капиталом на сумму 20 тысяч рублей.
В Богородицке Василий Ламакин избирался гласным городской Думы. Был городским главой с 1906 по 1910 год.
В середине 1912 года Илья Ламакин открыл на Екатерининской улице гостиницу, в которой находилось 6 меблированных комнат и трактир. Его призвали на военную службу в 1915 году, он был в чине прапорщика. Его брат Александр Ламакин учился в Москве в реальном училище. Затем он преподавал там.
По состоянию на 1918 год их завод Ламакиных уже не работал. У них забрали мельницу и деревянный дом с постройками, каменный дом и прочее имущество.
В 1919 году Василий Ламакин стал работать в отделе народного образования переписчиком иностранной литературы реквизированных помещичьих библиотек, затем стал заведовать складом пособий.
В 1920-х годах В. А. Ламакин с семьей переехали в Подмосковье. Его сыновей, Николая и Василия арестовали. Василий Андреевич Ламакин умер в 1941 году в городе Истра Московской области. Его жена умерла в том же году в Москве.
Николай погиб, а Василий вернулся в Москву в 1956 году. Он стал учёным и занимался исследованием Байкала. Его женой стала внучка предпринимателя А. И. Абрикосова.